# The Fosters
The Fosters – amerykański serial dramatyczny, emitowany przez ABC Family. Został stworzony przez Petera Paige i Bradleya Bradeweg, a jego produkcją zajmuje się Nuyorican Productions prowadzona przez piosenkarkę i aktorkę, a zarazem producentkę wykonawczą serialu, Jennifer Lopez. The Fosters opowiadają o rodzinie lesbijek, które wychowują, dziecko Stef z poprzedniego związku, adoptowane bliźniaki i tymczasowo rodzeństwo.
W Polsce serial był emitowany od 27 września 2015 roku przez Canal+ Family

## Opis fabuły
Szkolna wicedyrektor Lena Adams i policjantka Stef Foster to para lesbijek mieszkających w San Diego. Kobiety wychowują 16-letniego Brandona, biologicznego syna Stef z poprzedniego związku, oraz 15-letnie bliźnięta Jesusa i Marianę, dla których są rodziną zastępczą. Lena decyduje się przygarnąć 16-letnią Callie z zakładu poprawczego, co nie podoba się Stef, a to nie koniec komplikacji.

## Obsada
- Maia Mitchell jako Callie Jacob
- David Lambert jako Brandon Foster
- Teri Polo jako Stef Foster
- Sherri Saum jako Lena Adams
- Cierra Ramirez jako Mariana Foster
- Jake T. Austin jako Jesus Foster
- Hayden Byerly jako Jude Jacob
- Danny Nucci jako Mike Foster

### Postacie drugoplanowe
- Madisen Beaty jako Talya
- Bianca A. Santos jako Lexi Rivera
- Alex Saxon jako Wyatt
- Jay Ali jako Timothy
- Anna Akana jako najlepsza przyjaciółka Talya'y
- Justina Machado jako Sofia Rivera
- Brandon W. Jones jako Liam Olmstead
- Anne Winters jako Kelsey
- Annika Marks jako Monte, dyrektorka Anchor Beach Community[2]
- Izabela Vidovic jako Taylor
- Tom Williamson jako AJ

## Nagrody
| Rok  | Nagroda            | Kategoria                    | Odbiorca       | Wynik     |
| ---- | ------------------ | ---------------------------- | -------------- | --------- |
| 2013 | Teen Choice Awards | Przełomowy serial            | The Fosters    | wygrana   |
| 2013 | Teen Choice Awards | Serial lata                  | The Fosters    | nominacja |
| 2013 | Teen Choice Awards | Telewizyjna aktorka lata     | Maia Mitchell  | nominacja |
| 2013 | Teen Choice Awards | Telewizyjny aktor lata       | Jake.T. Austin | nominacja |
| 2014 | GLAAD Media        | Najlepszy serial dramatyczny | The Fosters    | wygrana   |
| 2014 | Teen Choice Awards |                              |                |           |

### Lista odcinków
Lista odcinków serialu The Fosters
| Sezon | Sezon | Odcinki | Oryginalna emisja Freeform | Oryginalna emisja Freeform | Oryginalna emisja Canal+ Family | Oryginalna emisja Canal+ Family | Oryginalna emisja Canal+ Family |
| Sezon | Sezon | Odcinki | Premiera sezonu            | Finał sezonu               | Premiera sezonu                 | Finał sezonu                    |                                 |
| ----- | ----- | ------- | -------------------------- | -------------------------- | ------------------------------- | ------------------------------- | ------------------------------- |
|       | 1     | 21      | 3 czerwca 2013             | 24 marca 2014              | 27 września 2015                | 14 lutego 2016                  |                                 |
|       | 2     | 21      | 16 czerwca 2014            | 23 marca 2015              | —                               | —                               |                                 |
|       | 3     | 20      | 8 czerwca 2015             | 28 marca 2016              | —                               | —                               |                                 |
|       | 4     | 20      | 20 czerwca 2016            | 11 kwietnia 2017           | —                               | —                               |                                 |
|       | 5     | 20      | 11 lipca 2017              | 6 czerwca 2018             | —                               | —                               |                                 |